# 김초롱 (레이싱 모델)
김초롱(1990년 7월 27일 ~ )은 대한민국의 레이싱 모델이다.

## 레이싱모델 경력
- 2016년 레이싱모델 콘세스트 아로마스퀘어상
- 2017년 CJ대한통운 슈퍼레이스 챔피언쉽 레이싱모델
- 2017년 서울모터쇼 캠시스 레이싱모델
- 2017년 경기국제보트쇼 레이싱모델

## 수상
- 2016년 제7회 대구스리트 모터베스티벌 베스트 모델상 3위
- 2016년 레이싱 모델 콘테스트 아로마스퀘어상